# Максим III Константинополски
Максим III Константинополски (на гръцки: Πατριάρχης Μάξιμος Γ΄), по рождение Мануил Христоним (на гръцки: Μανουήλ Χριστώνυμος) е вселенски патриарх от 1476 г. до смъртта си на 3 април 1482 г. Последният патриарх при управлението на султан Мехмед II Завоевателя.

## Биография
Родом от Морея, Мануил става велик еклисиарх в Константинопол. След превземането на Константинопол от османските турци на 29 май 1453 година изпълнява функцията на скевофилакс. Мануил е в перманентен конфликт с патриарх Генадий Схоларий по икономически въпроси. Ползвайки се от покровителството на секретаря на султана Деметриос Кюрицес, Мануил, заедно с великия хартофилакс Георги Галезиотес, е фактор в духовния живот в Константинопол в продължение на повече от 20 години, а това е най-трудния етап от историята на Вселенската патриаршия.
През 1462 г. Мануил подкрепя патриарх Йоасаф I в критиката му на ходатайството на гръцкия философ Георги Амируцес за разрешение да си вземе втора жена. Това предизвиква гнева на султан Мехмед II, който заповядва да отрежат носа на Мануил.
През 1466 г. Мануил насърчава избирането на Марк II за патриарх на Константинопол, което предизвиква конфликт с другите кандидати, които допринасят за отстраняването му заедно с Георги Галезиотес от църковното управление. Скоро обаче Мануил си възвръща милостта на Мехмед II и през 1476 г. самият той е избран за патриарх на Константинопол. Тъй като става патриарх от позицията на мирянин, той първо приема постриг с името Максим, на следващия ден е възведен в епископски сан, а на третия – в патриаршески сан от Хераклейския митрополит. Вселенското управление на църквата от Максим III се приема за период на относителен мир и спокойствие.
За окончателното осъждане на Флорентинската уния, която не спасява Константинопол от турците, а по-скоро предизвиква смутове в православния свят, патриарх Максим в края на 1480 г. изпраща митрополит Даниил Ефески от Смирна на обиколка като вселенския делегат в Сирия, Египет и Палестина с покана към Александрийската, Антиохийската и Ерусалимската църкви да присъстват на предстоящия събор в Константинопол (1482-1484). По този начин Максим III полага темелите на последващата православна църковна политика в Близкия Изток на патриарх Йеремия I Константинополски.
Мануил Христоним е известен и с литературните си творби, основната сред които е "Монодия за превземането на Константинопол".